# Річне (Єсільський район)
Річне́ (каз. Речное) — село у складі Єсільського району Акмолинської області Казахстану. Входить до складу Каракольського сільського округу.
Населення — 129 осіб (2021; 284 у 2009, 684 у 1999, 920 у 1989).
Національний склад станом на 1989 рік:
- росіяни — 35 %;
- українці — 24 %.

У радянські часи село називалось Совхоз Бузулукський.